# Mariska X
Mariska X (* 1. Mai 1978) ist eine brasilianisch-belgische Pornodarstellerin und -regisseurin.
Sie ist seit 2009 im Pornogeschäft tätig und verkörpert überwiegend die Rolle der dominanten MILF. Seit 2014 arbeitet sie auch als Regisseurin.

## Werdegang
Die in Brasilien geborene Mariska X lebt seit 2008 in Belgien. Obwohl sie 2009 und 2010 an einigen ersten Pornoproduktionen teilgenommen hat, gab Mariska X 2012 ihr offizielles Debüt in der Erotikfilmindustrie, als sie ihr eigenes Pornolabel „Mariska X Productions“ gründete. Die Filme werden in Belgien auf Telenet, Belgacom und BETV sowie in den Niederlanden auf KPN, Tele2, Ziggo und Passion XXX gezeigt.
Zu den Produktionen ihres Labels gehören beispielsweise: „B&B Family Business in Belgium“ (2020) und My Stepmother Is A Slut („Zo Vader, zo soon“ – 2020). 
Neben ihren Produktionen ist sie für ihre Darstellungen in Filmen für Marc Dorcel, Brazzers, Harmony, Daring, Colmax, Killergram und Magmafilm bekannt.

## Auszeichnungen
- 2017 wurde sie bei den Venus Awards in der Kategorie Best Newcomer Pornofilm-Produktion ausgezeichnet.
- 2020 erhielt sie den XBIZ Europa Award in der Kategorie Performer Site of the Year.
- 2022 wurde sie bei den Venus Awards in der Kategorie Beste Darstellerin International ausgezeichnet.

## Filmauswahl
- Femme d'Experience & Depucelage (2013)
- Versklavt 3 (2013)
- Fuck My Ass I Love It (2014)
- Mariska's Sexy Toys (2014)
- Glamcore, 40 ans, ma femme n'a pas de culotte (2017)
- La secrétaire de mon père (Marc Dorcel, 2017)
- Busty Rebels 2 (Fake Taxi, 2017)
- 40 ans, Tentations d’une Femme Mariée (2018)
- La fille adoptive -secret de famille (Marc Dorcel, 2018)
- Les Hostesses de L´air (Marc Dorcel, 2019)
- Marriage á Trois (2019)
- Hostesses Libertines (2019)
- Clea la soumise (Marc Dorcel, 2019)
- Mariska – La Soumise (2020)
- Mariska, Secrétaire de Direction (2020)
- Porno Academie 2
- Pulsions #1 (Marc Dorcel, 2020)
- B&B Family Business in Belgium (2020)
- My Stepmother Is A Slut (2020)
- Stars #2 (2020)
- The Bailiff Is Working Overtime (2020)
- Pizza, Pasta, Pussy (2020)
- Divorced But Still Desired (2020)
- Creampie Filled With Hot Cum (2021)
- Massage Salon (2021)
- Anal MILFs (2021)
- Stripclub (2021)
- How To Train A Hot Wife (2022)
- In Front and Behind the Camera with Mariska (2022)
- Interracial & Anal (2022)
- Mariska's Secrets (2022)
- Gangbang Fan Fuck (2022)
- Porn Made in Belgium (2022)
- Blow (Marc Dorcel, 2023)
- Luxure: My Wife's Pleasures (Marc Dorcel, 2023)
- Pretty Lovely Lies Marc Dorcel, (2023)
- Wedding Party for My Hot Wife (2023)
- Luxure: My Wife's Fancies Marc Dorcel, (2023)
- Monster Curves Vol. 49 (2023)
- The Price of Temptation Marc Dorcel, (2023)
- M.I.L.F.S (Marc Dorcel), (2024)